# 穿梭 (愛知環狀鐵道)
朝穿梭（日语：*/?）和夕穿梭（日语：*/?）號列車是由愛知環狀鐵道運行於三河豐田站至新豐田站之間的列車。

## 概要
在平日早上七時至九時時段，開設了7.5個往返班次，行走於三河豐田站至新豐田站之間（前往三河豐田站共有8班，前往新豐田站共有7班）。除了平日，一些假日如果是豐田日歷的工作日也會行走。在2015年3月14日時間表修正起，盂蘭盆節、黃金周的平日等，以及豐田日歷的休息日之平日也會行走。
後來，黃昏5至6時時段開設了從三河豐田站前往新豐田站的臨時列車。這是為了應付黃昏繁忙時間於三河豐田站上的乘客。當初只於星期五黃昏6時時段開設4班。在2016年3月26日時間表修正中，黃昏5時時段增加2班。在2016年6月以後，星期三、五和部分星期四也設有相同班次。在2017年3月4日時間表修正起，黃昏的班次被命名為「夕穿梭」（日语：*/?），同時新設回程班次（新豐田 → 三河豐田），以及把早上的穿梭列車命名為「朝穿梭」（日语：*/?）。
大部分使用該列車的乘客都是通勤前往豐田汽車總部、總部工場的從業員，因此早上前往三河豐田站和黃昏前往新豐田站的班次十分擁擠，逆向的乘客較少。在2008年開始行走當初，使用了2000系半交錯座椅2卡編成行走。在2009年修正後，只會使用搭配長椅的G51、G52編成列車，並繼續以2卡編成。在早上班次，列車會北野桝塚站出廠前往新豐田站，在終束行走「穿梭」後，列車會從新豐田站出發前往北野桝塚站，隨後回廠が。在2015年3月時間表修正起，回廠前的班次改以三河豐田站作為終點站（之前為北野桝塚站）。在方向幕（類別部分）設有「穿梭」之顯示。
在2007年和2009年，愛知環狀鐵道增備2000系4編成共8架車輛（G14、G15、G51、G52編成），以便增加「穿梭」之班次。

## 停車站
三河豐田站 - 新上舉母站 - 新豐田站

## 歷史
- 2008年（平成20年）3月17日 - 開設穿梭列車班次（從同年3月15日修正日起的首個平日）。當時行走於三河豐田站至新豐田站之間，共有7個往返班次。
- 2009年（平成21年）3月16日 - 車輛由半交錯座椅車輛變更為長椅車輛（從同年3月14日修正日起的首個平日）。
- 2015年（平成27年）3月14日 - 同日時間表修正起，開設臨時列車（列車編號由3000番台變為6000番台）[注 2]。運輸日期方面，每年度都會發表一次（實質上按豐田日歷來行走）。在定期列車變更下，增加1班前往三河豐田站。
- 2017年（平成29年）3月4日 - 在逢星期三、五的黃昏時段開設「夕穿梭」。早上的穿梭列車改名為「朝穿梭」[8]。

## 注腳